# Lettre à l'immortelle Bien-aimée

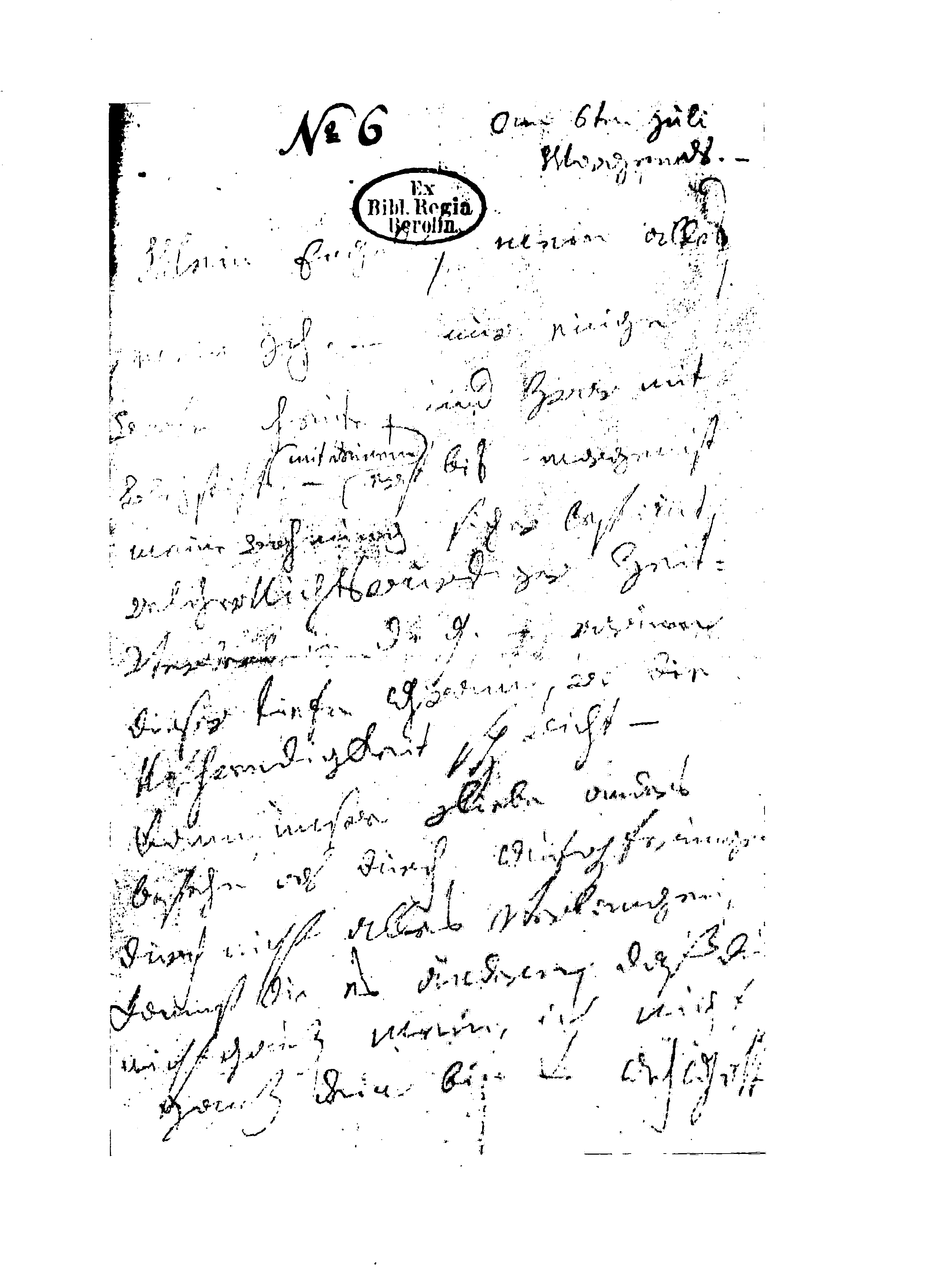
Fac-similé de la première page.

La Lettre à l’immortelle Bien-aimée (Brief an die unsterbliche Geliebte en allemand) est un document autographe de Ludwig van Beethoven.

## Présentation
Il s’agit d’un groupe de trois lettres rédigées les 6 et 7 juillet 1812 alors que Beethoven suivait une cure thermale à Teplitz en Bohême. Leur destinataire était une femme dont le compositeur était profondément amoureux et dont l’identité demeure inconnue. Il semble certain que ces lettres ne furent jamais envoyées : elles furent retrouvées dans les jours qui suivirent la mort du compositeur, aux côtés du Testament de Heiligenstadt. Il s’agit de la principale énigme de la biographie de Beethoven.
Deux noms ressortent nettement des études des nombreux biographes de Beethoven, ceux de Joséphine von Brunsvik, épouse du baron Christoph Stackelberg, et d’Antonia (Toni) Brentano, mis en avant l’un par Jean et Brigitte Massin et l’autre par Maynard Solomon. Dans les deux cas, les auteurs proposent des faisceaux de présomptions, mais sans parvenir à aucune certitude. L’hypothèse des époux Massin s’appuie sur la naissance, le 9 avril 1813 (soit neuf mois après l’écriture des lettres), d’une fille de Joséphine nommée Minona (ce qui, inversé, se lit « Anonim »), qui ne peut être une enfant légitime car le baron Stackelberg réside en Estonie entre janvier et octobre 1812. Ils s'appuient également sur le fait que Beethoven a rencontré l'Immortelle bien aimée quelques jours avant à Prague et que sa moralité est trop rigide pour qu'il s'agisse d'une femme mariée.  
La seconde thèse est également adoptée par Rémy Stricker, et présentée comme quasi certaine.